# Góry lodowe
Góry lodowe (ang. The Icebergs) – obraz olejny Frederica Edwina Churcha, namalowany w 1861 roku na podstawie szkiców sporządzonych podczas trwającej miesiąc wyprawy łodzią wzdłuż kanadyjskich wybrzeży Nowej Fundlandii i Labradoru. Od 1979 roku obraz znajduje się w kolekcji stałej Dallas Museum of Art jako dar Lamara i Normy Huntów.
Uważany przez niektórych za Monę Lisę Dallas Museum of Art.

## Okoliczności powstania obrazu
Church malował różne krajobrazy kontynentu amerykańskiego, łącząc w swoich wizjach spektakularnych cudów natury artystyczną wrażliwość i zainteresowania nauką. Podczas pobytu w Ameryce Południowej spędził kilka miesięcy w Kolumbii i Ekwadorze, płynąc ponad 900 km w górę rzeki Magdaleny oraz podróżując na mule, aby zobaczyć wulkany w Andach. W szczytowym momencie eksploracji Arktyki Church, zafascynowany relacjami nieustraszonych odkrywców przemierzających zdradzieckie i lodowate wody, postanowił zobaczyć wielkie góry lodowe za Nową Fundlandią i Labradorem. W 1859 roku wyruszył w trwający miesiąc rejs statkiem wzdłuż północnego, atlantyckiego wybrzeża Kanady. W wyprawie towarzyszył mu przyjaciel, Louis Legrand Noble, który później napisał książkę After Icebergs, With a Painter. Wcześniej, podobnie jak wielu innych, Churcha przygnębiła wieść o zaginięciu Johna Franklina wraz z całą wyprawą w Arktyce w 1847 roku podczas próby znalezienia legendarnego Przejścia Północno-Zachodniego. Zarówno biegun północny, wówczas wciąż nietknięty, jak i otaczający go lód od wieków poruszały ludzką wyobraźnię. Arktyka była równie majestatyczna, jak Alpy, ponieważ była tak samo nieprzyjazna i nieprzenikniona. 
Obraz, wystawiony w Nowym Jorku 24 kwietnia 1861 roku, ugruntował sławę swego twórcy. W jednej z recenzji w „New-York Daily Tribune” z tegoż dnia nazwano obraz „najpiękniejszym dziełem sztuki, jakie dotychczas powstało w tym kraju”. Ponieważ trwała wtedy wojna secesyjna, Church przekazał wszystkie honoraria z wystawy funduszowi utworzonemu dla wsparcia żon żołnierzy. Po pokazie obrazu w Londynie w 1863 roku zakupił go Edward Watkin, brytyjski przedsiębiorca kolejowy z Manchesteru, który później został posłem do parlamentu. Obraz trzymał w swojej willi Rose Hill w Northenden. Zmarł w 1901 roku, a w jego rezydencji zorganizowano później szkołę dla chłopców. Obraz Churcha popadł w zapomnienie. Został odnaleziony w latach 70. XX wieku. W 1979 roku dom aukcyjny Sotheby’s sprzedał Góry lodowe za 2,5 miliona dolarów, najwyższą cenę, jaką do tego czasu uzyskano za amerykański obraz. Nabywcami byli Lamar i Norma Huntowie. Podobno zamierzali oni umieścić płótno w swoim domu w Dallas, ale gdy zdali sobie sprawę, że ze względu na jego rozmiary będzie to niemożliwe, przekazali go w darze Dallas Museum of Art.

## Wystawy
Obraz był głównym obiektem wystawy The Civil War and American Art, którą prezentowano od 16 listopada 2012 do 27 kwietnia 2013 roku w Smithsonian American Art Museum w Waszyngtonie i od 21 maja do 2 września 2013 roku w Metropolitan Museum of Art w Nowym Jorku.

## Opis i analiza

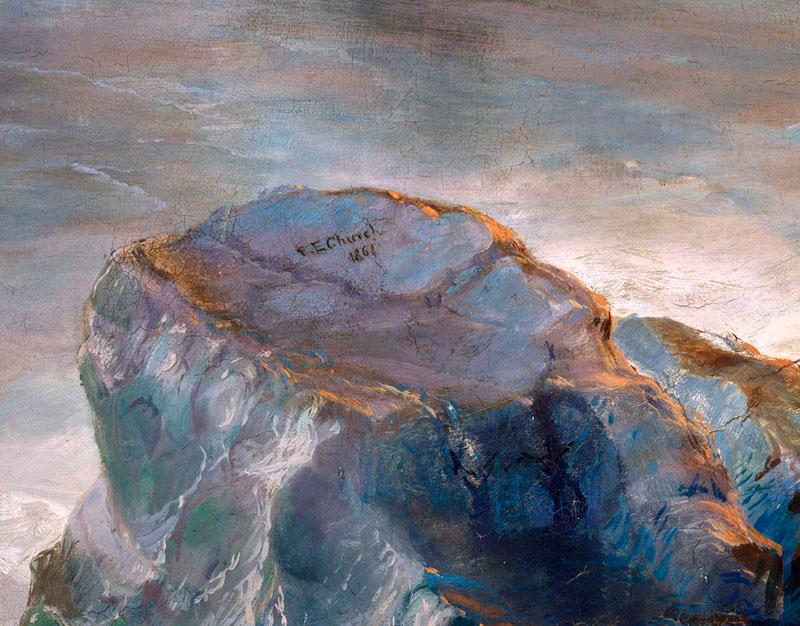
Skała na pierwszym planie z podpisem artysty i datą

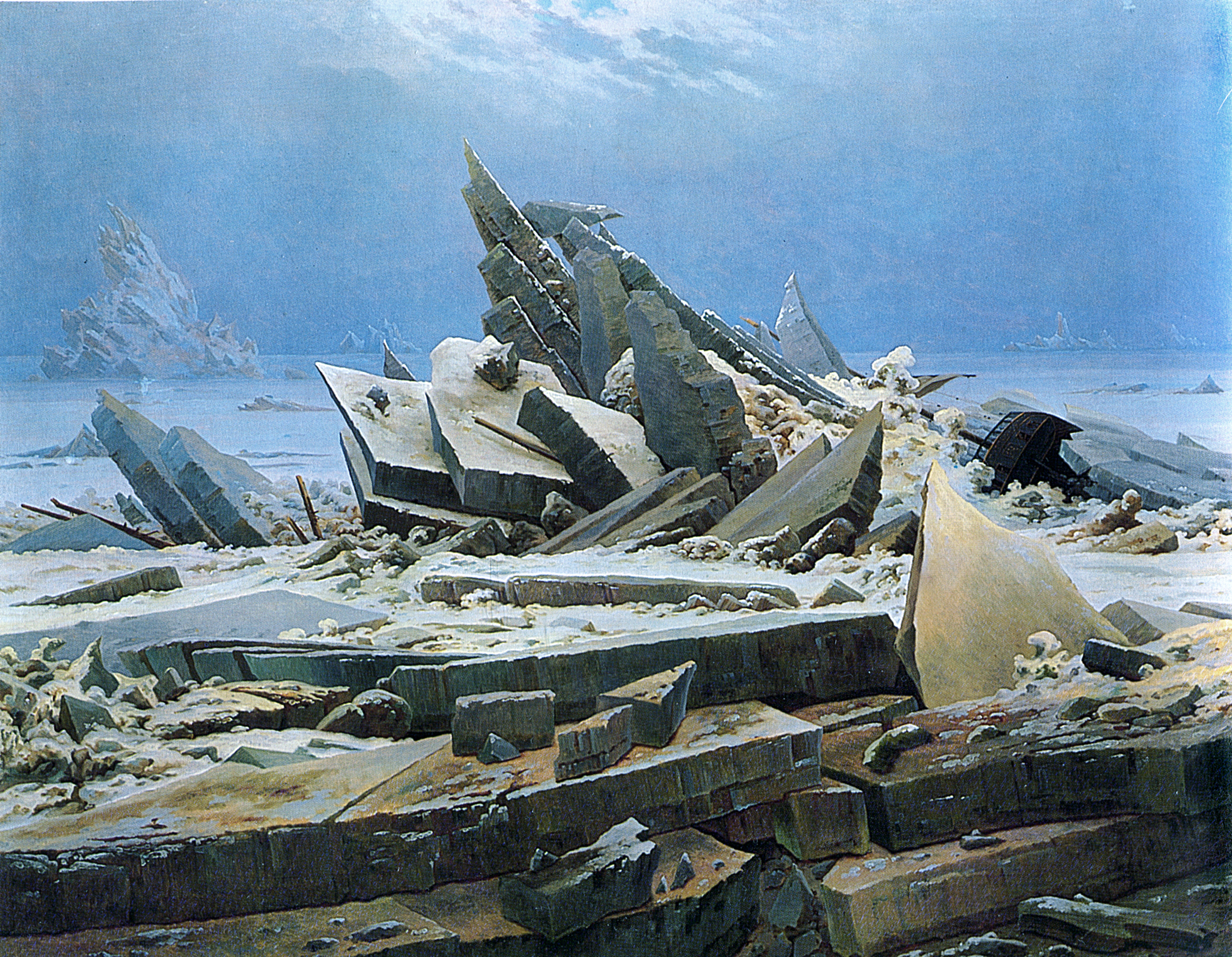
Caspar David Friedrich, Morze lodu, 1823, Kunsthalle w Hamburgu

Według wyjaśnień samego artysty obraz przedstawia widok, jaki zapewne ma przed sobą widz stojący na lodzie w zatoce wypełnionej górami lodowymi. Na pierwszy rzut oka obraz wypełnia woda, zarówno w ciekłych, jak i stałych formach, oraz bezchmurne niebo. Zielony połysk z prawej strony sugeruje czystą głębię i śmiertelny chłód wód północnoatlantyckich. Wszystko wydaje się ogromne i niesamowite. Dominującą barwą jest biel, ale przy bliższym wejrzeniu dostrzec można pomarańczowe i brązowe odcienie na niebie, będące refleksem odległego zachodu słońca. Mała góra lodowa z tyłu została oddana w kolorze różowym. Woda, wypełniająca środkową partię obrazu, ma po lewej stronie odcień ochry wpadającej w brąz. Przepływająca w prawo, ku jasnozielonej grocie, staje się coraz jaśniejsza. Bliższy wgląd pozwala również dostrzec umieszczony na skale po lewej stronie podpis artysty i datę: „F.E. Church 1861”. Church kładzie farby w sposób, który zdaje się poprzedzać styl Paula Cézanne’a. Choć Góry lodowe przywodzą na myśl obrazy jego mentora, Thomasa Cole’a, Church wykracza znacznie poza jego malownicze pejzaże, zarówno jeśli chodzi o tematykę, jak i technikę malarską. W czasie pomiędzy amerykańskim pokazem obrazu a jego pojawieniem się w Anglii, Church dodał złamany maszt statku na dole płótna. Większość krytyków zgadza się z tym, że był to wyraz jego hołdu złożonego tragicznej i nieudanej ekspedycji Johna Franklina. Ale jest to zarazem znak, iż przedstawione miejsce jest niegościnne i niebezpieczne pomimo przyciągającego charakteru połyskujących powierzchni gór lodowych, uwodzicielskiej kolorystyki i jarzącego się podziemnego światła. Potęga ludzkości okazuje się tu nieistotna wobec przytłaczającego działania natury.

## Inspiracje
Góry lodowe swoją wysublimowaną kompozycją oraz politycznymi i filozoficznymi odniesieniami przypominają dzieła Caspara Davida Friedricha, niemieckiego piewcy krajobrazu romantycznego, który wywarł zasadniczy wpływ na artystów szkoły Hudson River. Morze lodu Friedricha (zwany też Zniweczoną nadzieją) z 1823 roku (obecnie w zbiorach Kunsthalle w Hamburgu) był wielką inspiracją dla Churcha i innych amerykańskich artystów eksplorujących „majestat Arktyki”.